# Stazioni ferroviarie del Giappone (H)
| Stazioni ferroviarie del Giappone | Stazioni ferroviarie del Giappone | Stazioni ferroviarie del Giappone | Stazioni ferroviarie del Giappone | Stazioni ferroviarie del Giappone | Stazioni ferroviarie del Giappone | Stazioni ferroviarie del Giappone | Stazioni ferroviarie del Giappone | Stazioni ferroviarie del Giappone | Stazioni ferroviarie del Giappone | Stazioni ferroviarie del Giappone | Stazioni ferroviarie del Giappone | Stazioni ferroviarie del Giappone | Stazioni ferroviarie del Giappone | Stazioni ferroviarie del Giappone | Stazioni ferroviarie del Giappone | Stazioni ferroviarie del Giappone | Stazioni ferroviarie del Giappone | Stazioni ferroviarie del Giappone | Stazioni ferroviarie del Giappone | Stazioni ferroviarie del Giappone |
| --------------------------------- | --------------------------------- | --------------------------------- | --------------------------------- | --------------------------------- | --------------------------------- | --------------------------------- | --------------------------------- | --------------------------------- | --------------------------------- | --------------------------------- | --------------------------------- | --------------------------------- | --------------------------------- | --------------------------------- | --------------------------------- | --------------------------------- | --------------------------------- | --------------------------------- | --------------------------------- | --------------------------------- |
| A                                 | B                                 | C                                 | D                                 | E                                 | F                                 | G                                 | H                                 | I                                 | J                                 | KL                                | M                                 | N                                 | OP                                | R                                 | S                                 | T                                 | U                                 | W                                 | Y                                 | Z                                 |

## Lista delle stazioni

### Ha
| Stazione di Haba (Gifu)                           | 羽場駅 (岐阜県)（はば） |
| Stazione di Haba (Nagano)                         | 羽場駅 (長野県)（はば） |
| Stazione di Habu                                  | 埴生駅（はぶ） |
| Stazione di Hachigata                             | 鉢形駅（はちがた） |
| Stazione di Hachihama                             | 八浜駅（はちはま） |
| Stazione di Hachihommatsu                         | 八本松駅（はちほんまつ） |
| Stazione di Hachiken                              | 八軒駅（はちけん） |
| Stazione di Hachiman                              | 八幡駅 (静岡県)（はちまん） |
| Stazione di Hachimanmae (Kyoto)                   | 八幡前駅 (京都府)（はちまんまえ）                                                                                                  |
| Stazione di Hachimanmae (Wakayama)                | 八幡前駅 (和歌山県)（はちまんまえ）                                                                                                |
| Stazione di Hachimantai                           | 八幡平駅（はちまんたい） |
| Stazione di Hachiman-yama                         | 八幡山駅（はちまんやま） |
| Stazione di Hachimori                             | 八森駅（はちもり） |
| Stazione di Hachinohe                             | 八戸駅（はちのへ） |
| Stazione di Hachinohekamotsu                      | 八戸貨物駅（はちのへかもつ） |
| Stazione di Hachiōji                              | 八王子駅（はちおうじ） |
| Stazione di Hachiōji-Minamino                     | 八王子みなみ野駅（はちおうじみなみの）                                                                                             |
| Stazione di Hachirōgata                           | 八郎潟駅（はちろうがた） |
| Stazione di Hachisu                               | 蓮駅（はちす） |
| Stazione di Hadachi                               | 羽立駅（はだち） |
| Stazione di Hadakajima                            | 波高島駅（はだかじま） |
| Stazione di Hadano                                | 秦野駅（はだの） |
| Stazione di Hadasu                                | 波田須駅（はだす） |
| Stazione di Haenosaki                             | 南風崎駅（はえのさき） |
| Stazione di Hage                                  | 半家駅（はげ） |
| Stazione di Hagi                                  | 萩駅（はぎ） |
| Stazione di Hagiharatenjin                        | 萩原天神駅（はぎはらてんじん） |
| Stazione di Hagino                                | 萩野駅（はぎの） |
| Stazione di Haginochaya                           | 萩ノ茶屋駅（はぎのちゃや） |
| Stazione di Haginodai                             | 萩の台駅（はぎのだい） |
| Stazione di Hagiwara (Aichi)                      | 萩原駅 (愛知県)（はぎわら） |
| Stazione di Hagiwara (Fukuoka)                    | 萩原駅 (福岡県)（はぎわら） |
| Stazione di Hagiyama                              | 萩山駅（はぎやま） |
| Stazione di Hagoromo                              | 羽衣駅（はごろも） |
| Stazione di Hagurazaki                            | 羽倉崎駅（はぐらざき） |
| Stazione di Hagure                                | 波久礼駅（はぐれ） |
| Stazione di Haguro (Aichi)                        | 羽黒駅 (愛知県)（はぐろ） |
| Stazione di Haguro (Ibaraki)                      | 羽黒駅 (茨城県)（はぐろ） |
| Stazione di Haguroshita                           | 羽黒下駅（はぐろした） |
| Stazione di Hagyū                                 | 萩生駅（はぎゅう） |
| Stazione di Haibara                               | 榛原駅（はいばら） |
| Stazione di Haijima                               | 拝島駅（はいじま） |
| Stazione di Haiki                                 | 早岐駅（はいき） |
| Stazione di Hainuzuka                             | 羽犬塚駅（はいぬづか） |
| Stazione di Haji                                  | 土師駅（はじ） |
| Stazione di Hajinosato                            | 土師ノ里駅（はじのさと） |
| Stazione di Hakariishi                            | 計石駅（はかりいし） |
| Stazione di Hakata                                | 博多駅（はかた） |
| Stazione di Hakataminami                          | 博多南駅（はかたみなみ） |
| Stazione di Hakawa                                | 波川駅（はかわ） |
| Stazione di Hakenomiya                            | 八景水谷駅（はけのみや） |
| Stazione di Haki                                  | 葉木駅（はき） |
| Stazione di Hakkeijima                            | 八景島駅（はっけいじま） |
| Stazione di Hakodate                              | 函館駅（はこだて） |
| Stazione di Hakoishi                              | 箱石駅（はこいし） |
| Stazione di Hakonegasaki                          | 箱根ヶ崎駅（はこねがさき） |
| Stazione di Hakone-Itabashi                       | 箱根板橋駅（はこねいたばし） |
| Stazione di Hakone-Yumoto                         | 箱根湯本駅（はこねゆもと） |
| Stazione di Hakotsukuri                           | 箱作駅（はこつくり） |
| Stazione di Hakozaki                              | 箱崎駅（はこざき） |
| Stazione di Hakozaki-Kyūdaimae                    | 箱崎九大前駅（はこざききゅうだいまえ）                                                                                             |
| Stazione di Hakozaki-Miyamae                      | 箱崎宮前駅（はこざきみやまえ） |
| Stazione di Hakuba                                | 白馬駅（はくば） |
| Stazione di Hakuba-Ōike                           | 白馬大池駅（はくばおおいけ） |
| Stazione di Hakui                                 | 羽咋駅（はくい） |
| Stazione di Hakunōkōkōmae                         | 柏農高校前駅（はくのうこうこうまえ）                                                                                               |
| Stazione di Hakuraku                              | 白楽駅（はくらく） |
| Stazione di Hakurindai                            | 柏林台駅（はくりんだい） |
| Stazione di Hakusan (Niigata)                     | 白山駅 (新潟県)（はくさん） |
| Stazione di Hakusan (Tokyo)                       | 白山駅 (東京都)（はくさん） |
| Stazione di Hakusannagataki                       | 白山長滝駅（はくさんながたき） |
| Hakushima (Hiroden)                               | 白島駅 (広島電鉄)（はくしま） |
| Hakushima (Astram)                                | 白島駅 (広島高速交通)（はくしま）                                                                                                  |
| Stazione di Hakuyachō                             | 柏矢町駅（はくやちょう） |
| Stazione di Hakuyō                                | 柏陽駅（はくよう） |
| Stazione di Hama                                  | 浜駅（はま） |
| Stazione di Hama-Atsuma                           | 浜厚真駅（はまあつま） |
| Stazione di Hamachō                               | 浜町駅（はまちょう） |
| Stazione di Hamada                                | 浜田駅（はまだ） |
| Stazione di Hamadayama                            | 浜田山駅（はまだやま） |
| Stazione di Hamaderaekimae                        | 浜寺駅前駅（はまでらえきまえ） |
| Stazione di Hamaderakōen                          | 浜寺公園駅（はまでらこうえん） |
| Stazione di Hamagōchi                             | 浜河内駅（はまごうち） |
| Stazione di Hamahara                              | 浜原駅（はまはら） |
| Stazione di Hamakazumi                            | 浜加積駅（はまかづみ） |
| Stazione di Hama-Kanaya                           | 浜金谷駅（はまかなや） |
| Stazione di Hama-Kawasaki                         | 浜川崎駅（はまかわさき） |
| Stazione di Hamakita                              | 浜北駅（はまきた） |
| Stazione di Hama-Koshimizu                        | 浜小清水駅（はまこしみず） |
| Stazione di Hamamatsu                             | 浜松駅（はままつ） |
| Stazione di Hamamatsuchō                          | 浜松町駅（はままつちょう） |
| Stazione di Hamamatsudaigakumae                   | 浜松大学前駅（はままつだいがくまえ）                                                                                               |
| Stazione di Hamamura                              | 浜村駅（はまむら） |
| Stazione di Hamanaka                              | 浜中駅（はまなか） |
| Stazione di Hamanako-Sakume                       | 浜名湖佐久米駅（はまなこさくめ）                                                                                                   |
| Stazione di Hamano                                | 浜野駅（はまの） |
| Stazione di Hamanomiya                            | 浜の宮駅（はまのみや） |
| Stazione di Hamaōtsu                              | 浜大津駅（はまおおつ） |
| Stazione di Hamasaka                              | 浜坂駅（はまさか） |
| Stazione di Hamasaki                              | 浜崎駅（はまさき） |
| Stazione di Hamataura                             | 浜田浦駅（はまたうら） |
| Stazione di Hamayamakōen-Kitaguchi                | 浜山公園北口駅（はまやまこうえんきたぐち）                                                                                         |
| Stazione di Hamayoshida                           | 浜吉田駅（はまよしだ） |
| Stazione di Hamonokaikan-mae                      | 刃物会館前駅（はものかいかんまえ）                                                                                                 |
| Stazione di Hamura                                | 羽村駅（はむら） |
| Stazione di Hanabatake                            | 花畑駅（はなばたけ） |
| Stazione di Hanaizumi                             | 花泉駅（はないずみ） |
| Stazione di Hanakoganei                           | 花小金井駅（はなこがねい） |
| Stazione di Hanakuma                              | 花隈駅（はなくま） |
| Stazione di Hanamaki                              | 花巻駅（はなまき） |
| Stazione di Hanamakikūkō                          | 花巻空港駅（はなまきくうこう） |
| Stazione di Hanami                                | 花見駅（はなみ） |
| Stazione di Hanamizukidōri                        | はなみずき通駅（はなみずきどおり）                                                                                                 |
| Stazione di Hanamizuzaka                          | 花水坂駅（はなみずざか） |
| Stazione di Hanandō                               | 花堂駅（はなんどう） |
| Stazione di Hanasaki (Hokkaido)                   | 花咲駅（はなさき） |
| Stazione di Hanasaki (Saitama)                    | 花崎駅（はなさき） |
| Stazione di Hanashiro                             | 花白駅（はなしろ） |
| Stazione di Hanataguchi                           | 花田口駅（はなたぐち） |
| Stazione di Hanaten                               | 放出駅（はなてん） |
| Stazione di Hanawa                                | 花輪駅（はなわ） |
| Stazione di Hanayama                              | 花山駅（はなやま） |
| Stazione di Hanazono (Kagawa)                     | 花園駅 (香川県)（はなぞの） |
| Stazione di Hanazono (Kyoto)                      | 花園駅 (京都府)（はなぞの） |
| Stazione di Hanazonochō                           | 花園町駅（はなぞのちょう） |
| Stazione di Handa                                 | 半田駅（はんだ） |
| Stazione di Handafutō                             | 半田埠頭駅（はんだふとう） |
| Stazione di Handaguchi                            | 半田口駅（はんだぐち） |
| Stazione di Handaibyōinmae                        | 阪大病院前駅（はんだいびょういんまえ）                                                                                             |
| Stazione di Hane                                  | 波根駅（はね） |
| Stazione di Haneda Airport Domestic Terminal      | 羽田空港国内線ターミナル駅（はねだくうこうこくないせんたーみなる）                                                                 |
| Stazione di Haneda Airport International Terminal | 羽田空港国際線ターミナル駅（はねだくうこうこくさいせんせんたーみなる）, 羽田空港国際線ビル駅（はねだくうこうこくさいせんせんびる） |
| Stazione di Haneda Airport Terminal 1             | 羽田空港第1ビル駅（はねだくうこうだいいちびる）                                                                                    |
| Stazione di Haneda Airport Terminal 2             | 羽田空港第2ビル駅（はねだくうこうだいにびる）                                                                                      |
| Stazione di Haneo                                 | 羽根尾駅（はねお） |
| Hanno                                             | 母野駅（はんの） |
| Stazione di Hannō                                 | 飯能駅（はんのう） |
| Stazione di Hanoura                               | 羽ノ浦駅（はのうら） |
| Stazione di Hanshin-Kokudō                        | 阪神国道駅（はんしんこくどう） |
| Stazione di Hanuki                                | 羽貫駅（はぬき） |
| Stazione di Hanyū                                 | 羽生駅（はにゅう） |
| Stazione di Hanyūda                               | 羽生田駅（はにゅうだ） |
| Stazione di Hanzai                                | 半在駅（はんざい） |
| Stazione di Hanzōmon                              | 半蔵門駅（はんぞうもん） |
| Stazione di Haobi                                 | 羽帯駅（はおび） |
| Stazione di Hara (Aichi)                          | 原駅 (愛知県)（はら） |
| Stazione di Hara (Kagawa)                         | 原駅 (香川県)（はら） |
| Stazione di Hara (Shizuoka)                       | 原駅 (静岡県)（はら） |
| Stazione di Harada                                | 原田駅 (静岡県)（はらだ） |
| Stazione di Haraichi                              | 原市駅（はらいち） |
| Stazione di Harajuku                              | 原宿駅（はらじゅく） |
| Stazione di Haramizu                              | 原水駅（はらみず） |
| Stazione di Haramukō                              | 原向駅（はらむこう） |
| Stazione di Harano                                | 原野駅（はらの） |
| Stazione di Haranomachi                           | 原ノ町駅（はらのまち） |
| Stazione di Haranoya                              | 原谷駅（はらのや） |
| Stazione di Haratai                               | 腹帯駅（はらたい） |
| Stazione di Harataima                             | 原当麻駅（はらたいま） |
| Stazione di Harborland                            | ハーバーランド駅 |
| Stazione di Harima                                | 播磨駅（はりま） |
| Stazione di Harimachō                             | 播磨町駅（はりまちょう） |
| Stazione di Harima-Katsuhara                      | はりま勝原駅（はりまかつはら） |
| Stazione di Harima-Shimosato                      | 播磨下里駅（はりましもさと） |
| Stazione di Harima-Shingū                         | 播磨新宮駅（はりましんぐう） |
| Stazione di Harima-Takaoka                        | 播磨高岡駅（はりまたかおか） |
| Stazione di Harima-Tokusa                         | 播磨徳久駅（はりまとくさ） |
| Stazione di Harimayabashi                         | はりまや橋駅（はりまやばし） |
| Stazione di Harima-Yokota                         | 播磨横田駅（はりまよこた） |
| Stazione di Harinakano                            | 針中野駅（はりなかの） |
| Stazione di Hariusu                               | 張碓駅（はりうす） |
| Stazione di Harmony Hall                          | ハーモニーホール駅 |
| Stazione di Haruda                                | 原田駅 (福岡県)（はるだ） |
| Stazione di Harue                                 | 春江駅（はるえ） |
| Stazione di Haruhino                              | はるひ野駅（はるひの） |
| Stazione di Haruka                                | 春賀駅（はるか） |
| Stazione di Haruki                                | 春木駅（はるき） |
| Stazione di Harukiba                              | 春木場駅（はるきば） |
| Stazione di Harumachi                             | 原町駅（はるまち） |
| Stazione di Haruta                                | 春田駅（はるた） |
| Stazione di Harutachi                             | 春立駅（はるたち） |
| Stazione di Haruyama                              | 晴山駅（はるやま） |
| Stazione di Hasama                                | 飯山満駅（はさま） |
| Stazione di Hase (Hyogo)                          | 長谷駅 (兵庫県)（はせ） |
| Stazione di Hase (Kanagawa)                       | 長谷駅 (神奈川県)（はせ） |
| Stazione di Hasedera                              | 長谷寺駅（はせでら） |
| Stazione di Hashi                                 | 波子駅（はし） |
| Stazione di Hashibetsu                            | 箸別駅（はしべつ） |
| Stazione di Hashihama                             | 波止浜駅（はしはま） |
| Stazione di Hashikami                             | 階上駅（はしかみ） |
| Stazione di Hashikura                             | 箸蔵駅（はしくら） |
| Stazione di Hashimashiyakushomae                  | 羽島市役所前駅（はしましやくしょまえ）                                                                                             |
| Stazione di Hashimoto (Fukuoka)                   | 橋本駅 (福岡県)（はしもと） |
| Stazione di Hashimoto (Kanagawa)                  | 橋本駅 (神奈川県)（はしもと） |
| Stazione di Hashimoto (Kyoto)                     | 橋本駅 (京都府)（はしもと） |
| Stazione di Hashimoto (Wakayama)                  | 橋本駅 (和歌山県)（はしもと） |
| Stazione di Hashio                                | 箸尾駅（はしお） |
| Stazione di Hashioka                              | 端岡駅（はしおか） |
| Stazione di Hashirano                             | 柱野駅（はしらの） |
| Stazione di Hassamu                               | 発寒駅（はっさむ） |
| Stazione di Hassamu-Chūō                          | 発寒中央駅（はっさむちゅうおう）                                                                                                   |
| Stazione di Hassamuminami                         | 発寒南駅（はっさむみなみ） |
| Stazione di Hasuda                                | 蓮田駅（はすだ） |
| Stazione di Hasugaike                             | 蓮ヶ池駅（はすがいけ） |
| Stazione di Hasumachi                             | 蓮町駅（はすまち） |
| Stazione di Hasune                                | 蓮根駅（はすね） |
| Stazione di Hasunuma                              | 蓮沼駅（はすぬま） |
| Stazione di Hata (Nagano)                         | 波田駅（はた） |
| Stazione di Hata (Hyogo)                          | 葉多駅（はた） |
| Stazione di Hatabu                                | 幡生駅（はたぶ） |
| Stazione di Hatada                                | 畑田駅（はただ） |
| Stazione di Hatae                                 | 波多江駅（はたえ） |
| Stazione di Hatagaya                              | 幡ヶ谷駅（はたがや） |
| Stazione di Hatakeda                              | 畠田駅（はたけだ） |
| Stazione di Hataki                                | 八多喜駅（はたき） |
| Stazione di Hatama                                | 端間駅（はたま） |
| Stazione di Hatanodai                             | 旗の台駅（はたのだい） |
| Stazione di Hataura                               | 波多浦駅（はたうら） |
| Stazione di Hataya                                | 幡屋駅（はたや） |
| Hatchōbori (Hiroshima)                            | 八丁堀駅 (広島県)（はっちょうぼり）                                                                                                |
| Stazione di Hatchōbori (Tokyo)                    | 八丁堀駅 (東京都)（はっちょうぼり）                                                                                                |
| Stazione di Hatchōmuta                            | 八丁牟田駅（はっちょうむた） |
| Stazione di Hatchōnawate                          | 八丁畷駅（はっちょうなわて） |
| Stazione di Hatogaya                              | 鳩ヶ谷駅（はとがや） |
| Stazione di Hatonosu                              | 鳩ノ巣駅（はとのす） |
| Stazione di Hatori                                | 羽鳥駅（はとり） |
| Stazione di Hatsudai                              | 初台駅（はつだい） |
| Stazione di Hatsuishi                             | 初石駅（はついし） |
| Stazione di Hatsukaichi                           | 廿日市駅（はつかいち） |
| Stazione di Hatsukaichi-shiyakusho-mae            | 廿日市市役所前駅（はつかいちしやくしょまえ）                                                                                       |
| Stazione di Hatsukari                             | 初狩駅（はつかり） |
| Stazione di Hatsuno                               | 初野駅（はつの） |
| Stazione di Hatsushiba                            | 初芝駅（はつしば） |
| Stazione di Hatsushima                            | 初島駅（はつしま） |
| Stazione di Hatsutomi                             | 初富駅（はつとみ） |
| Stazione di Hatta                                 | 八田駅（はった） |
| Stazione di Hattaushi                             | 初田牛駅（はったうし） |
| Stazione di Hattori (Okayama)                     | 服部駅 (岡山県)（はっとり） |
| Stazione di Hattori (Osaka)                       | 服部駅 (大阪府)（はっとり） |
| Stazione di Hattorigawa                           | 服部川駅（はっとりがわ） |
| Stazione di Hattō                                 | 八東駅（はっとう） |
| Stazione di Haya                                  | 芳養駅（はや） |
| Stazione di Hayabusa                              | 隼駅（はやぶさ） |
| Stazione di Hayadōri                              | 早通駅（はやどおり） |
| Stazione di Hayaguchi                             | 早口駅（はやぐち） |
| Stazione di Hayahoshi                             | 速星駅（はやほし） |
| Stazione di Hayakawa                              | 早川駅（はやかわ） |
| Stazione di Hayakita                              | 早来駅（はやきた） |
| Stazione di Hayase                                | 早瀬駅（はやせ） |
| Stazione di Hayashi                               | 林駅（はやし） |
| Stazione di Hayashima                             | 早島駅（はやしま） |
| Stazione di Hayashimichi                          | 林道駅（はやしみち） |
| Stazione di Hayashino                             | 林野駅（はやしの） |
| Stazione di Hayashisaki-Matsuekaigan              | 林崎松江海岸駅（はやしさきまつえかいがん）                                                                                         |
| Stazione di Hayashizaki                           | 林崎駅（はやしざき） |
| Stazione di Hayato (Fukushima)                    | 早戸駅（はやと） |
| Stazione di Hayato (Kagoshima)                    | 隼人駅（はやと） |
| Stazione di Hayatsukikazumi                       | 早月加積駅（はやつきかづみ） |
| Stazione di Hayuka                                | 羽床駅（はゆか） |
| Stazione di Hazakawa                              | 迫川駅（はざかわ） |
| Stazione di Hazama (Kagawa)                       | 羽間駅（はざま） |
| Stazione di Hazama (Tokyo)                        | 狭間駅（はざま） |
| Stazione di Haze                                  | 波瀬駅（はぜ） |

### He
| Stazione di Hebita            | 蛇田駅（へびた）                           |
| Stazione di Hegawa            | 辺川駅（へがわ）                           |
| Stazione di Heguri            | 平群駅（へぐり）                           |
| Stazione di Heiandōri         | 平安通駅（へいあんどおり）                 |
| Stazione di Heijō             | 平城駅（へいじょう）                       |
| Stazione di Heisei            | 平成駅（へいせい）                         |
| Stazione di Heita             | 平田駅 (岩手県)（へいた）                  |
| Stazione di Heiwa             | 平和駅（へいわ）                           |
| Stazione di Heiwadai (Chiba)  | 平和台駅 (千葉県)（へいわだい）            |
| Stazione di Heiwadai (Tokyo)  | 平和台駅 (東京都)（へいわだい）            |
| Stazione di Heiwadōri         | 平和通駅（へいわどおり）                   |
| Stazione di Heiwadōri-Itchōme | 平和通一丁目駅（へいわどおりいっちょうめ） |
| Stazione di Heiwajima         | 平和島駅（へいわじま）                     |
| Stazione di Heizu             | 平津駅（へいづ）                           |
| Stazione di Hekikai-Furui     | 碧海古井駅（へきかいふるい）               |
| Stazione di Hekinan           | 碧南駅（へきなん）                         |
| Stazione di Hekinan-Chūō      | 碧南中央駅（へきなんちゅうおう）           |
| Stazione di Hemi              | 逸見駅（へみ）                             |
| Stazione di Henashi           | 艫作駅（へなし）                           |
| Stazione di Hesaka            | 戸坂駅（へさか）                           |
| Stazione di Heta              | 戸田駅 (山口県)（へた）                    |

### Hi
| Stazione di Hibarigaoka (Hokkaido)          | ひばりが丘駅（ひばりがおか）                     |
| Stazione di Hibarigaoka (Tokyo)             | ひばりヶ丘駅（ひばりがおか）                     |
| Stazione di Hibarigaoka-Hanayashiki         | 雲雀丘花屋敷駅（ひばりがおかはなやしき）         |
| Stazione di Hibayama                        | 比婆山駅（ひばやま）                             |
| Stazione di Hibino (Aisai, Aichi)           | 日比野駅 (愛知県愛西市)（ひびの）                |
| Stazione di Hibino (Nagoya, Aichi)          | 日比野駅 (愛知県名古屋市)（ひびの）              |
| Stazione di Hibiya                          | 日比谷駅（ひびや）                               |
| Stazione di Hida-Furukawa                   | 飛騨古川駅（ひだふるかわ）                       |
| Stazione di Hida-Hagiwara                   | 飛騨萩原駅（ひだはぎわら）                       |
| Stazione di Hida-Hosoe                      | 飛騨細江駅（ひだほそえ）                         |
| Stazione di Hida-Ichinomiya                 | 飛騨一ノ宮駅（ひだいちのみや）                   |
| Stazione di Hidaka-Horobetsu                | 日高幌別駅（ひだかほろべつ）                     |
| Stazione di Hidaka-Mitsuishi                | 日高三石駅（ひだかみついし）                     |
| Stazione di Hidaka-Mombetsu                 | 日高門別駅（ひだかもんべつ）                     |
| Stazione di Hida-Kanayama                   | 飛騨金山駅（ひだかなやま）                       |
| Stazione di Hidaka-Tōbetsu                  | 日高東別駅（ひだかとうべつ）                     |
| Stazione di Hida-Kokufu                     | 飛騨国府駅（ひだこくふ）                         |
| Stazione di Hida-Miyada                     | 飛騨宮田駅（ひだみやだ）                         |
| Stazione di Hida-Osaka                      | 飛騨小坂駅（ひだおさか）                         |
| Stazione di Hidariishi                      | 左石駅（ひだりいし）                             |
| Stazione di Hidariseki                      | 左堰駅（ひだりせき）                             |
| Stazione di Hideshio                        | 日出塩駅（ひでしお）                             |
| Stazione di Hideya                          | 日出谷駅（ひでや）                               |
| Stazione di Hido                            | 比土駅（ひど）                                   |
| Stazione di Hie                             | 比延駅（ひえ）                                   |
| Stazione di Hieizan-Sakamoto                | 比叡山坂本駅（ひえいざんさかもと）               |
| Stazione di Higashi-Abiko                   | 東我孫子駅（ひがしあびこ）                       |
| Stazione di Higashi-Agano                   | 東吾野駅（ひがしあがの）                         |
| Stazione di Higashi-Ainonai                 | 東相内駅（ひがしあいのない）                     |
| Stazione di Higashi-Akasaka                 | 東赤坂駅（ひがしあかさか）                       |
| Stazione di Higashi-Akiru                   | 東秋留駅（ひがしあきる）                         |
| Stazione di Higashi-Amagi                   | 東甘木駅（ひがしあまぎ）                         |
| Stazione di Higashi-Aohara                  | 東青原駅（ひがしあおはら）                       |
| Stazione di Higashi-Aomori                  | 東青森駅（ひがしあおもり）                       |
| Stazione di Higashi-Aoyama                  | 東青山駅（ひがしあおやま）                       |
| Stazione di Higashi-Asahikawa               | 東旭川駅（ひがしあさひかわ）                     |
| Stazione di Higashi-Azuma                   | 東あずま駅（ひがしあずま）                       |
| Stazione di Higashi-Beppu                   | 東別府駅（ひがしべっぷ）                         |
| Stazione di Higashibetsuin                  | 東別院駅（ひがしべついん）                       |
| Stazione di Higashi-Biwajima                | 東枇杷島駅（ひがしびわじま）                     |
| Stazione di Higashi-Chiba                   | 東千葉駅（ひがしちば）                           |
| Stazione di Higashichō                      | 東町駅（ひがしちょう）                           |
| Stazione di Higashidate                     | 東館駅（ひがしだて）                             |
| Stazione di Higashi-Fuchū                   | 東府中駅（ひがしふちゅう）                       |
| Stazione di Higashi-Fujishima               | 東藤島駅（ひがしふじしま）                       |
| Stazione di Higashi-Fujiwara                | 東藤原駅（ひがしふじわら）                       |
| Stazione di Higashi-Fukuma                  | 東福間駅（ひがしふくま）                         |
| Stazione di Higashi-Fukushima               | 東福島駅（ひがしふくしま）                       |
| Stazione di Higashi-Fukuyama                | 東福山駅（ひがしふくやま）                       |
| Stazione di Higashi-Funabashi               | 東船橋駅（ひがしふなばし）                       |
| Stazione di Higashi-Funaoka                 | 東船岡駅（ひがしふなおか）                       |
| Stazione di Higashi-Fusamoto                | 東総元駅（ひがしふさもと）                       |
| Stazione di Higashi-Fushimi                 | 東伏見駅（ひがしふしみ）                         |
| Stazione di Higashi-Fussa                   | 東福生駅（ひがしふっさ）                         |
| Stazione di Higashi-Futami                  | 東二見駅（ひがしふたみ）                         |
| Stazione di Higashi-Fūren                   | 東風連駅（ひがしふうれん）                       |
| Stazione di Higashi-Gejō                    | 東下条駅（ひがしげじょう）                       |
| Stazione di Higashi-Ginza                   | 東銀座駅（ひがしぎんざ）                         |
| Stazione di Higashi-Gyōda                   | 東行田駅（ひがしぎょうだ）                       |
| Stazione di Higashi-Hachimori               | 東八森駅（ひがしはちもり）                       |
| Stazione di Higashi-Hatchō                  | 東八町駅（ひがしはっちょう）                     |
| Stazione di Higashi-Hagi                    | 東萩駅（ひがしはぎ）                             |
| Stazione di Higashi-Hagoromo                | 東羽衣駅（ひがしはごろも）                       |
| Stazione di Higashi-Hakuraku                | 東白楽駅（ひがしはくらく）                       |
| Stazione di Higashihama                     | 東浜駅（ひがしはま）                             |
| Stazione di Higashi-Hanawa                  | 東花輪駅（ひがしはなわ）                         |
| Stazione di Higashi-Hanazono                | 東花園駅（ひがしはなぞの）                       |
| Stazione di Higashi-Hannō                   | 東飯能駅（ひがしはんのう）                       |
| Stazione di Higashi-Hashisaki               | 東觜崎駅（ひがしはしさき）                       |
| Stazione di Higashi-Hazu                    | 東幡豆駅（ひがしはず）                           |
| Stazione di Higashi-Hie                     | 東比恵駅（ひがしひえ）                           |
| Stazione di Higashi-Hiroshima               | 東広島駅（ひがしひろしま）                       |
| Stazione di Higashihonganjimae              | 東本願寺前駅（ひがしほんがんじまえ）             |
| Stazione di Higashi-Horonuka                | 東幌糠駅（ひがしほろぬか）                       |
| Stazione di Higashi-Ichiki                  | 東市来駅（ひがしいちき）                         |
| Stazione di Higashi-Ikebukuro               | 東池袋駅（ひがしいけぶくろ）                     |
| Stazione di Higashi-Ikebukuro-Yonchōme      | 東池袋四丁目駅（ひがしいけぶくろよんちょうめ）   |
| Stazione di Higashi-Ikoma                   | 東生駒駅（ひがしいこま）                         |
| Stazione di Higashi-Isahaya                 | 東諌早駅（ひがしいさはや）                       |
| Stazione di Higashi-Ishiguro                | 東石黒駅（ひがしいしぐろ）                       |
| Stazione di Higashi-Ishinden                | 東一身田駅（ひがしいしんでん）                   |
| Stazione di Higashi-Iwase                   | 東岩瀬駅（ひがしいわせ）                         |
| Stazione di Higashi-Iwatsuki                | 東岩槻駅（ひがしいわつき）                       |
| Stazione di Higashi-Jūjō                    | 東十条駅（ひがしじゅうじょう）                   |
| Stazione di Higashi-Kaijin                  | 東海神駅（ひがしかいじん）                       |
| Stazione di Higashi-Kaimon                  | 東開聞駅（ひがしかいもん）                       |
| Stazione di Higashi-Kaizuka                 | 東貝塚駅（ひがしかいづか）                       |
| Stazione di Higashi-Kakogawa                | 東加古川駅（ひがしかこがわ）                     |
| Stazione di Higashi-Kanagawa                | 東神奈川駅（ひがしかながわ）                     |
| Stazione di Higashi-Kanai                   | 東金井駅（ひがしかない）                         |
| Stazione di Higashi-Kanazawa                | 東金沢駅（ひがしかなざわ）                       |
| Stazione di Higashi-Karatsu                 | 東唐津駅（ひがしからつ）                         |
| Stazione di Higashi-Kariya                  | 東刈谷駅（ひがしかりや）                         |
| Stazione di Higashi-Kashiwazaki             | 東柏崎駅（ひがしかしわざき）                     |
| Stazione di Higashi-Katsura                 | 東桂駅（ひがしかつら）                           |
| Stazione di Higashi-Kawaguchi               | 東川口駅（ひがしかわぐち）                       |
| Stazione di Higashi-Kishiwada               | 東岸和田駅（ひがしきしわだ）                     |
| Stazione di Higashi-Kitazawa                | 東北沢駅（ひがしきたざわ）                       |
| Stazione di Higashi-Kiyokawa                | 東清川駅（ひがしきよかわ）                       |
| Stazione di Higashi-Koganei                 | 東小金井駅（ひがしこがねい）                     |
| Stazione di Higashi-Kohama                  | 東粉浜駅（ひがしこはま）                         |
| Stazione di Higashi-Koizumi                 | 東小泉駅（ひがしこいずみ）                       |
| Stazione di Higashi-Kokura                  | 東小倉駅（ひがしこくら）                         |
| Stazione di Higashi-Komoro                  | 東小諸駅（ひがしこもろ）                         |
| Stazione di Higashi-Kōge                    | 東郡家駅（ひがしこおげ）                         |
| Stazione di Higashi-Kōenji                  | 東高円寺駅（ひがしこうえんじ）                   |
| Stazione di Higashikōgyōmae                 | 東工業前駅（ひがしこうぎょうまえ）               |
| Stazione di Higashi-Kunebetsu               | 東久根別駅（ひがしくねべつ）                     |
| Stazione di Higashi-Kurume                  | 東久留米駅（ひがしくるめ）                       |
| Stazione di Higashi-Kushiro                 | 東釧路駅（ひがしくしろ）                         |
| Stazione di Higashikuyakushomae             | 東区役所前駅（ひがしくやくしょまえ）             |
| Stazione di Higashi-Maizuru                 | 東舞鶴駅（ひがしまいづる）                       |
| Stazione di Higashi-Matsubara               | 東松原駅（ひがしまつばら）                       |
| Stazione di Higashi-Matsudo                 | 東松戸駅（ひがしまつど）                         |
| Stazione di Higashi-Matsue (Shimane)        | 東松江駅 (島根県)（ひがしまつえ）                |
| Stazione di Higashi-Matsue (Wakayama)       | 東松江駅 (和歌山県)（ひがしまつえ）              |
| Stazione di Higashi-Matsusaka               | 東松阪駅（ひがしまつさか）                       |
| Stazione di Higashi-Matsuyama               | 東松山駅（ひがしまつやま）                       |
| Stazione di Higashi-Menda                   | 東免田駅（ひがしめんだ）                         |
| Stazione di Higashi-Mihama                  | 東美浜駅（ひがしみはま）                         |
| Stazione di Higashi-Mikkaichi               | 東三日市駅（ひがしみっかいち）                   |
| Stazione di Higashi-Mikuni                  | 東三国駅（ひがしみくに）                         |
| Stazione di Higashi-Minato                  | 東湊駅（ひがしみなと）                           |
| Stazione di Higashi-Mito                    | 東水戸駅（ひがしみと）                           |
| Stazione di Higashi-Miyahara                | 東宮原駅（ひがしみやはら）                       |
| Stazione di Higashi-Mizumaki                | 東水巻駅（ひがしみずまき）                       |
| Stazione di Higashi-Monzen                  | 東門前駅（ひがしもんぜん）                       |
| Stazione di Higashi-Mori                    | 東森駅（ひがしもり）                             |
| Stazione di Higashi-Moro                    | 東毛呂駅（ひがしもろ）                           |
| Stazione di Higashi-Mukō                    | 東向日駅（ひがしむこう）                         |
| Stazione di Higashi-Mukōjima                | 東向島駅（ひがしむこうじま）                     |
| Stazione di Higashi-Murayama                | 東村山駅（ひがしむらやま）                       |
| Stazione di Higashi-Muroran                 | 東室蘭駅（ひがしむろらん）                       |
| Stazione di Higashi-Nagahara                | 東長原駅（ひがしながはら）                       |
| Stazione di Higashi-Nagasaki                | 東長崎駅（ひがしながさき）                       |
| Stazione di Higashi-Nagasawa                | 東長沢駅（ひがしながさわ）                       |
| Stazione di Higashi-Nagoyakō                | 東名古屋港駅（ひがしなごやこう）                 |
| Stazione di Higashi-Nakagami                | 東中神駅（ひがしなかがみ）                       |
| Stazione di Higashi-Nakama                  | 東中間駅（ひがしなかま）                         |
| Stazione di Higashi-Nakano                  | 東中野駅（ひがしなかの）                         |
| Stazione di Higashi-Nakatsu                 | 東中津駅（ひがしなかつ）                         |
| Stazione di Higashi-Nakayama                | 東中山駅（ひがしなかやま）                       |
| Stazione di Higashi-Namerikawa              | 東滑川駅（ひがしなめりかわ）                     |
| Stazione di Higashi-Narawa                  | 東成岩駅（ひがしならわ）                         |
| Stazione di Higashi-Narita                  | 東成田駅（ひがしなりた）                         |
| Stazione di Higashi-Naruo                   | 東鳴尾駅（ひがしなるお）                         |
| Stazione di Higashine                       | 東根駅（ひがしね）                               |
| Stazione di Higashi-Nemuro                  | 東根室駅（ひがしねむろ）                         |
| Stazione di Higashi-Neyagawa                | 東寝屋川駅（ひがしねやがわ）                     |
| Stazione di Higashi-Nihombashi              | 東日本橋駅（ひがしにほんばし）                   |
| Stazione di Higashi-Niigata                 | 東新潟駅（ひがしにいがた）                       |
| Stazione di Higashi-Niitsu                  | 東新津駅（ひがしにいつ）                         |
| Stazione di Higashi-Nikkawa                 | 東新川駅 (群馬県)（ひがしにっかわ）              |
| Stazione di Higashino (Gifu)                | 東野駅 (岐阜県)（ひがしの）                      |
| Stazione di Higashino (Kyoto)               | 東野駅 (京都府)（ひがしの）                      |
| Stazione di Higashinodanchi                 | ひがし野団地駅（ひがしのだんち）                 |
| Stazione di Higashi-Nojiri                  | 東野尻駅（ひがしのじり）                         |
| Stazione di Higashi-Noshiro                 | 東能代駅（ひがしのしろ）                         |
| Stazione di Higashi-Obama                   | 東小浜駅（ひがしおばま）                         |
| Stazione di Higashi-Ōbuke                   | 東大更駅（ひがしおおぶけ）                       |
| Stazione di Higashi-Ōdate                   | 東大館駅（ひがしおおだて）                       |
| Stazione di Higashi-Ōgaki                   | 東大垣駅（ひがしおおがき）                       |
| Stazione di Higashi-Ogu-Sanchōme            | 東尾久三丁目駅（ひがしおぐさんちょうめ）         |
| Stazione di Higashi-Oiwake                  | 東追分駅（ひがしおいわけ）                       |
| Stazione di Higashi-Ōjima                   | 東大島駅（ひがしおおじま）                       |
| Stazione di Higashi-Okayama                 | 東岡山駅（ひがしおかやま）                       |
| Stazione di Higashi-Okazaki                 | 東岡崎駅（ひがしおかざき）                       |
| Stazione di Higashi-Ōme                     | 東青梅駅（ひがしおうめ）                         |
| Stazione di Higashi-Ōmiya                   | 東大宮駅（ひがしおおみや）                       |
| Stazione di Higashi-Onomichi                | 東尾道駅（ひがしおのみち）                       |
| Stazione di Higashi-Ōsaki                   | 東大崎駅（ひがしおおさき）                       |
| Stazione di Higashi-Ōte                     | 東大手駅（ひがしおおて）                         |
| Stazione di Higashi-Rinkan                  | 東林間駅（ひがしりんかん）                       |
| Stazione di Higashi-Rokusen                 | 東六線駅（ひがしろくせん）                       |
| Stazione di Higashi-Saigawa-Sanshirō        | 東犀川三四郎駅（ひがしさいがわさんしろう）       |
| Stazione di Higashi-Sakata                  | 東酒田駅（ひがしさかた）                         |
| Stazione di Higashi-Sanjō                   | 東三条駅（ひがしさんじょう）                     |
| Stazione di Higashi-Sano                    | 東佐野駅（ひがしさの）                           |
| Stazione di Higashi-Sapporo                 | 東札幌駅（ひがしさっぽろ）                       |
| Stazione di Higashi-Sendai                  | 東仙台駅（ひがしせんだい）                       |
| Stazione di Higashi-Shikagoe                | 東鹿越駅（ひがししかごえ）                       |
| Stazione di Higashi-Shingi                  | 東新木駅（ひがししんぎ）                         |
| Stazione di Higashi-Shinjō                  | 東新庄駅（ひがししんじょう）                     |
| Stazione di Higashi-Shinjuku                | 東新宿駅（ひがししんじゅく）                     |
| Stazione di Higashi-Shinkawa                | 東新川駅 (山口県)（ひがししんかわ）              |
| Stazione di Higashi-Shinmachi               | 東新町駅（ひがししんまち）                       |
| Stazione di Higashi-Shinminato              | 東新湊駅（ひがししんみなと）                     |
| Stazione di Higashi-Shiogama                | 東塩釜駅（ひがししおがま）                       |
| Stazione di Higashi-Shiroishi               | 東白石駅（ひがししろいし）                       |
| Stazione di Higashi-Shizunai                | 東静内駅（ひがししずない）                       |
| Stazione di Higashi-Shizuoka                | 東静岡駅（ひがししずおか）                       |
| Stazione di Higashisono                     | 東園駅（ひがしその）                             |
| Stazione di Higashi-Sōja                    | 東総社駅（ひがしそうじゃ）                       |
| Stazione di Higashi-Sukumo                  | 東宿毛駅（ひがしすくも）                         |
| Stazione di Higashi-Suma                    | 東須磨駅（ひがしすま）                           |
| Stazione di Higashi-Tabira                  | 東田平駅（ひがしたびら）                         |
| Stazione di Higashi-Tagonoura               | 東田子の浦駅（ひがしたごのうら）                 |
| Stazione di Higashi-Takasaki                | 東高崎駅（ひがしたかさき）                       |
| Stazione di Higashi-Takasu                  | 東高須駅（ひがしたかす）                         |
| Stazione di Higashi-Takikawa                | 東滝川駅（ひがしたきかわ）                       |
| Stazione di Higashi-Taku                    | 東多久駅（ひがしたく）                           |
| Stazione di Higashi-Taragi                  | 東多良木駅（ひがしたらぎ）                       |
| Stazione di Higashi-Tarumi                  | 東垂水駅（ひがしたるみ）                         |
| Stazione di Higashi-Tengachaya              | 東天下茶屋駅（ひがしてんがちゃや）               |
| Stazione di Higashi-Tokorozawa              | 東所沢駅（ひがしところざわ）                     |
| Stazione di Higashi-Tomioka                 | 東富岡駅（ひがしとみおか）                       |
| Stazione di Higashi-Tondendōri              | 東屯田通駅（ひがしとんでんどおり）               |
| Stazione di Higashi-Totsuka                 | 東戸塚駅（ひがしとつか）                         |
| Stazione di Higashi-Toyama                  | 東富山駅（ひがしとやま）                         |
| Stazione di Higashi-Tsuno                   | 東都農駅（ひがしつの）                           |
| Stazione di Higashi-Tsuyama                 | 東津山駅（ひがしつやま）                         |
| Stazione di Higashi-Tsuzuki                 | 東都筑駅（ひがしつづき）                         |
| Stazione di Higashi-Umeda                   | 東梅田駅（ひがしうめだ）                         |
| Stazione di Higashiura                      | 東浦駅（ひがしうら）                             |
| Stazione di Higashi-Urawa                   | 東浦和駅（ひがしうらわ）                         |
| Stazione di Higashi-Washinomiya             | 東鷲宮駅（ひがしわしのみや）                     |
| Stazione di Higashiyama (Hokkaidō)          | 東山駅 (北海道)（ひがしやま）                    |
| Stazione di Higashiyama (Kyoto)             | 東山駅 (京都府)（ひがしやま）                    |
| Stazione di Higashiyama (Nara)              | 東山駅 (奈良県)（ひがしやま）                    |
| Stazione di Higashiyama (Okayama)           | 東山駅 (岡山県)（ひがしやま）                    |
| Stazione di Higashi-Yamata                  | 東山田駅（ひがしやまた）                         |
| Stazione di Higashi-Yamakita                | 東山北駅（ひがしやまきた）                       |
| Stazione di Higashiyamakōen (Aichi)         | 東山公園駅 (愛知県)（ひがしやまこうえん）        |
| Stazione di Higashiyamakōen (Tottori)       | 東山公園駅 (鳥取県)（ひがしやまこうえん）        |
| Stazione di Higashi-Yamanashi               | 東山梨駅（ひがしやまなし）                       |
| Stazione di Higashi-Yamashiro               | 東山代駅（ひがしやましろ）                       |
| Stazione di Higashiyamatoshi                | 東大和市駅（ひがしやまとし）                     |
| Stazione di Higashi-Yamoto                  | 東矢本駅（ひがしやもと）                         |
| Stazione di Higashi-Yashiro                 | 東屋代駅（ひがしやしろ）                         |
| Stazione di Higashi-Yatsuo                  | 東八尾駅（ひがしやつお）                         |
| Stazione di Higashi-Yodogawa                | 東淀川駅（ひがしよどがわ）                       |
| Stazione di Higashi-Yokota                  | 東横田駅（ひがしよこた）                         |
| Stazione di Higashi-Yūki                    | 東結城駅（ひがしゆうき）                         |
| Stazione di Higashi-Zushi                   | 東逗子駅（ひがしずし）                           |
| Stazione di Higata                          | 干潟駅（ひがた）                                 |
| Stazione di Higiri                          | 日切駅（ひぎり）                                 |
| Stazione di Higobashi                       | 肥後橋駅（ひごばし）                             |
| Stazione di Higo-Futami                     | 肥後二見駅（ひごふたみ）                         |
| Stazione di Higo-Ikura                      | 肥後伊倉駅（ひごいくら）                         |
| Stazione di Higo-Kōda                       | 肥後高田駅（ひごこうだ）                         |
| Stazione di Higo-Nagahama                   | 肥後長浜駅（ひごながはま）                       |
| Stazione di Higo-Nishinomura                | 肥後西村駅（ひごにしのむら）                     |
| Stazione di Higo-Ōzu                        | 肥後大津駅（ひごおおづ）                         |
| Stazione di Higoshi                         | 樋越駅（ひごし）                                 |
| Stazione di Higo-Tanoura                    | 肥後田浦駅（ひごたのうら）                       |
| Stazione di Higuchi (Ibaraki)               | ひぐち駅（ひぐち）                               |
| Stazione di Higuchi (Saitama)               | 樋口駅（ひぐち）                                 |
| Stazione di Hiji                            | 日出駅（ひじ）                                   |
| Stazione di Hijidai                         | 比地大駅（ひじだい）                             |
| Stazione di Hijirikōgen                     | 聖高原駅（ひじりこうげん）                       |
| Hijiyama-bashi                              | 比治山橋駅（ひじやまばし）                       |
| Hijiyama-shita                              | 比治山下駅（ひじやました）                       |
| Stazione di Hikari                          | 光駅（ひかり）                                   |
| Stazione di Hikarigaoka                     | 光が丘駅（ひかりがおか）                         |
| Stazione di Hikarinomori                    | 光の森駅（ひかりのもり）                         |
| Stazione di Hikawadai                       | 氷川台駅（ひかわだい）                           |
| Stazione di Hiketa                          | 引田駅（ひけた）                                 |
| Stazione di Hikifune                        | 曳舟駅（ひきふね）                               |
| Stazione di Hikiji                          | 引治駅（ひきじ）                                 |
| Stazione di Hikime                          | 蟇目駅（ひきめ）                                 |
| Stazione di Hikone                          | 彦根駅（ひこね）                                 |
| Stazione di Hikoneguchi                     | 彦根口駅（ひこねぐち）                           |
| Stazione di Hikone-Serikawa                 | ひこね芹川駅（ひこねせりかわ）                   |
| Stazione di Hikosaki                        | 彦崎駅（ひこさき）                               |
| Stazione di Hikosan                         | 彦山駅（ひこさん）                               |
| Stazione di Hime                            | 姫駅（ひめ）                                     |
| Stazione di Himeji                          | 姫路駅（ひめじ）                                 |
| Stazione di Himeji-Bessho                   | ひめじ別所駅（ひめじべっしょ）                   |
| Stazione di Himejikamotsu                   | 姫路貨物駅（ひめじかもつ）                       |
| Stazione di Himejima                        | 姫島駅（ひめじま）                               |
| Stazione di Himekawa (Hokkaidō)             | 姫川駅 (北海道)（ひめかわ）                      |
| Stazione di Himekawa (Niigata)              | 姫川駅 (新潟県)（ひめかわ）                      |
| Stazione di Himematsu                       | 姫松駅（ひめまつ）                               |
| Stazione di Himemiya                        | 姫宮駅（ひめみや）                               |
| Stazione di Himi                            | 氷見駅（ひみ）                                   |
| Stazione di Hina                            | 比奈駅（ひな）                                   |
| Stazione di Hinaga (Mie)                    | 日永駅（ひなが）                                 |
| Stazione di Hinaga (Aichi)                  | 日長駅（ひなが）                                 |
| Stazione di Hinaguonsen                     | 日奈久温泉駅（ひなぐおんせん）                   |
| Stazione di Hinase                          | 日生駅（ひなせ）                                 |
| Stazione di Hinata                          | 日当駅（ひなた）                                 |
| Stazione di Hinatawada                      | 日向和田駅（ひなたわだ）                         |
| Stazione di Hinatayama                      | 日当山駅（ひなたやま）                           |
| Stazione di Hineno                          | 日根野駅（ひねの）                               |
| Stazione di Hino (Nagano)                   | 日野駅 (長野県)（ひの）                          |
| Stazione di Hino (Shiga)                    | 日野駅 (滋賀県)（ひの）                          |
| Stazione di Hino (Tokyo)                    | 日野駅 (東京都)（ひの）                          |
| Stazione di Hinobori                        | 日登駅（ひのぼり）                               |
| Hinode                                      | 日の出駅（ひので）                               |
| Stazione di Hinodechō                       | 日ノ出町駅（ひのでちょう）                       |
| Stazione di Hinoharu                        | 日野春駅（ひのはる）                             |
| Stazione di Hinomiko                        | 日御子駅（ひのみこ）                             |
| Stazione di Hinuma                          | 涸沼駅（ひぬま）                                 |
| Stazione di Hioka                           | 日岡駅（ひおか）                                 |
| Stazione di Hira (Aichi)                    | 比良駅 (愛知県)（ひら）                          |
| Stazione di Hira (Shiga)                    | 比良駅 (滋賀県)（ひら）                          |
| Stazione di Hirabayashi (Niigata)           | 平林駅 (新潟県)（ひらばやし）                    |
| Stazione di Hirabayashi (Osaka)             | 平林駅 (大阪府)（ひらばやし）                    |
| Stazione di Hiradobashi                     | 平戸橋駅（ひらどばし）                           |
| Stazione di Hirafu                          | 比羅夫駅（ひらふ）                               |
| Stazione di Hirafuku                        | 平福駅（ひらふく）                               |
| Stazione di Hiragi                          | 平木駅（ひらぎ）                                 |
| Stazione di Hiragishi (Sapporo, Hokkaido)   | 平岸駅 (北海道札幌市)（ひらぎし）                |
| Stazione di Hiragishi (Akabira, Hokkaido)   | 平岸駅 (北海道赤平市)（ひらぎし）                |
| Stazione di Hirahara                        | 平原駅（ひらはら）                               |
| Stazione di Hirahari                        | 平針駅（ひらはり）                               |
| Stazione di Hirahata                        | 平端駅（ひらはた）                               |
| Stazione di Hirai (Ehime)                   | 平井駅 (愛媛県)（ひらい）                        |
| Stazione di Hirai (Tokyo)                   | 平井駅 (東京都)（ひらい）                        |
| Stazione di Hiraishi                        | 平石駅（ひらいし）                               |
| Stazione di Hiraiso                         | 平磯駅（ひらいそ）                               |
| Stazione di Hiraiwa                         | 平岩駅（ひらいわ）                               |
| Stazione di Hiraizumi                       | 平泉駅（ひらいずみ）                             |
| Stazione di Hiraka                          | 平賀駅（ひらか）                                 |
| Stazione di Hirakatakōen                    | 枚方公園駅（ひらかたこうえん）                   |
| Stazione di Hirakatashi                     | 枚方市駅（ひらかたし）                           |
| Stazione di Hirakawa                        | 平川駅（ひらかわ）                               |
| Stazione di Hiraki                          | 開駅（ひらき）                                   |
| Stazione di Hirakida                        | 平木田駅（ひらきだ）                             |
| Stazione di Hirako                          | 平子駅（ひらこ）                                 |
| Stazione di Hirakura                        | 平倉駅（ひらくら）                               |
| Stazione di Hirama                          | 平間駅（ひらま）                                 |
| Stazione di Hiramatsu                       | 平松駅（ひらまつ）                               |
| Stazione di Hiranai                         | 平内駅（ひらない）                               |
| Stazione di Hiranda                         | ひらんだ駅                                       |
| Stazione di Hirano (Fukushima)              | 平野駅 (福島県)（ひらの）                        |
| Stazione di Hirano (Hyogo)                  | 平野駅 (兵庫県)（ひらの）                        |
| Stazione di Hirano (JR West)                | 平野駅 (JR西日本)（ひらの）                      |
| Stazione di Hirano (Osaka Municipal Subway) | 平野駅 (大阪市営地下鉄)（ひらの）                |
| Stazione di Hiranumabashi                   | 平沼橋駅（ひらぬまばし）                         |
| Stazione di Hiraoka (Nagano)                | 平岡駅（ひらおか）                               |
| Stazione di Hiraoka (Osaka)                 | 枚岡駅（ひらおか）                               |
| Stazione di Hirata (Kochi)                  | 平田駅 (高知県)（ひらた）                        |
| Stazione di Hirata (Nagano)                 | 平田駅 (長野県)（ひらた）                        |
| Stazione di Hirata (Shiga)                  | 平田駅 (滋賀県)（ひらた）                        |
| Stazione di Hiratachō                       | 平田町駅（ひらたちょう）                         |
| Stazione di Hirataki                        | 平滝駅（ひらたき）                               |
| Stazione di Hiratsuka                       | 平塚駅（ひらつか）                               |
| Stazione di Hiratsuto                       | 平津戸駅（ひらつと）                             |
| Stazione di Hirayama                        | 平山駅（ひらやま）                               |
| Stazione di Hirayamajōshikōen               | 平山城址公園駅（ひらやまじょうしこうえん）       |
| Stazione di Hiregasaki                      | 鰭ヶ崎駅（ひれがさき）                           |
| Stazione di Hiro                            | 広駅（ひろ）                                     |
| Stazione di Hirodaifuzokugakkō-mae          | 広大附属学校前駅（ひろだいふぞくがっこうまえ）   |
| Stazione di Hiroden-ajina                   | 広電阿品駅（ひろでんあじな）                     |
| Stazione di Hiroden-hatsukaichi             | 広電廿日市駅（ひろでんはつかいち）               |
| Stazione di Hiroden-honsha-mae              | 広電本社前駅（ひろでんほんしゃまえ）             |
| Stazione di Hiroden-itsukaichi              | 広電五日市駅（ひろでんいつかいち）               |
| Stazione di Hiroden-miyajima-guchi          | 広電宮島口駅（ひろでんみやじまぐち）             |
| Stazione di Hiroden-nishi-hiroshima         | 広電西広島駅（ひろでんにしひろしま(こい)）       |
| Stazione di Hiro-Gōdo                       | 広神戸駅（ひろごうど）                           |
| Stazione di Hirohata                        | 広畑駅（ひろはた）                               |
| Stazione di Hirokawa Beach                  | 広川ビーチ駅（ひろかわびーち）                   |
| Stazione di Hiroki                          | 広木駅（ひろき）                                 |
| Stazione di Hirokōji (Mie)                  | 広小路駅 (三重県)（ひろこうじ）                  |
| Stazione di Hirokōji (Toyama)               | 広小路駅 (富山県)（ひろこうじ）                  |
| Stazione di Hirokōshita                     | 弘高下駅（ひろこうした）                         |
| Stazione di Hirono (Fukushima)              | 広野駅 (福島県)（ひろの）                        |
| Stazione di Hirono (Hyōgo)                  | 広野駅 (兵庫県)（ひろの）                        |
| Stazione di Hirono-Gorufujōmae              | 広野ゴルフ場前駅（ひろのごるふじょうまえ）       |
| Stazione di Hiroo                           | 広尾駅（ひろお）                                 |
| Stazione di Hirooka                         | 広丘駅（ひろおか）                               |
| Stazione di Hirosaki                        | 弘前駅（ひろさき）                               |
| Stazione di Hirosaki-Gakuindai-mae          | 弘前学院大前駅（ひろさきがくいんだいまえ）       |
| Stazione di Hirosaki-Higashikōmae           | 弘前東高前駅（ひろさきひがしこうまえ）           |
| Stazione di Hirose-dōri                     | 広瀬通駅（ひろせどおり）                         |
| Hirose-Yachō-no-Mori                        | ひろせ野鳥の森駅（ひろせやちょうのもり）         |
| Stazione di Hiroshima                       | 広島駅（ひろしま）                               |
| Hiroshima (Hiroden)                         | 広島駅（ひろしま）                               |
| Stazione di Hiroshima Freight Terminal      | 広島貨物ターミナル駅（ひろしまかもつたーみなる） |
| Hiroshima Port                              | 広島港駅（ひろしまこう(うじな)）                 |
| Stazione di Hirota                          | 広田駅（ひろた）                                 |
| Stazione di Hiroto                          | 広戸駅（ひろと）                                 |
| Stazione di Hirowara                        | 広原駅（ひろわら）                               |
| Stazione di Hirui                           | 昼飯駅（ひるい）                                 |
| Stazione di Hisai                           | 久居駅（ひさい）                                 |
| Stazione di Hisanohama                      | 久ノ浜駅（ひさのはま）                           |
| Stazione di Hisaya-Ōdōri                    | 久屋大通駅（ひさやおおどおり）                   |
| Stazione di Hishima                         | 比島駅（ひしま）                                 |
| Stazione di Hishiro                         | 日代駅（ひしろ）                                 |
| Stazione di Hita                            | 日田駅（ひた）                                   |
| Stazione di Hitachi                         | 日立駅（ひたち）                                 |
| Stazione di Hitachi-Aoyagi                  | 常陸青柳駅（ひたちあおやぎ）                     |
| Stazione di Hitachi-Daigo                   | 常陸大子駅（ひたちだいご）                       |
| Stazione di Hitachi-Kōnosu                  | 常陸鴻巣駅（ひたちこうのす）                     |
| Stazione di Hitachinai                      | 比立内駅（ひたちない）                           |
| Stazione di Hitachino-Ushiku                | ひたち野うしく駅（ひたちのうしく）               |
| Stazione di Hitachi-Ogawa                   | 常陸小川駅（ひたちおがわ）                       |
| Stazione di Hitachi-Ōmiya                   | 常陸大宮駅（ひたちおおみや）                     |
| Stazione di Hitachi-Ōta                     | 常陸太田駅（ひたちおおた）                       |
| Stazione di Hitachi-Taga                    | 常陸多賀駅（ひたちたが）                         |
| Stazione di Hitachi-Tsuda                   | 常陸津田駅（ひたちつだ）                         |
| Stazione di Hitoichiba                      | 一日市場駅（ひといちば）                         |
| Stazione di Hitomaru                        | 人丸駅（ひとまる）                               |
| Stazione di Hitomarumae                     | 人丸前駅（ひとまるまえ）                         |
| Stazione di Hitomi                          | 人見駅（ひとみ）                                 |
| Stazione di Hitotsubashigakuen              | 一橋学園駅（ひとつばしがくえん）                 |
| Stazione di Hitotsugi                       | 一ツ木駅（ひとつぎ）                             |
| Stazione di Hitoyoshi                       | 人吉駅（ひとよし）                               |
| Stazione di Hitoyoshi-Onsen                 | 人吉温泉駅（ひとよしおんせん）                   |
| Stazione di Hitsu                           | 比津駅（ひつ）                                   |
| Stazione di Hiu                             | 日宇駅（ひう）                                   |
| Stazione di Hiushinai                       | 緋牛内駅（ひうしない）                           |
| Stazione di Hiwa                            | 日羽駅（ひわ）                                   |
| Stazione di Hiwada                          | 日和田駅（ひわだ）                               |
| Stazione di Hiwasa                          | 日和佐駅（ひわさ）                               |
| Stazione di Hiyodorigoe                     | 鵯越駅（ひよどりごえ）                           |
| Stazione di Hiyoshi (Kanagawa)              | 日吉駅 (神奈川県)（ひよし）                      |
| Stazione di Hiyoshi (Kyoto)                 | 日吉駅 (京都府)（ひよし）                        |
| Stazione di Hiyoshichō                      | 日吉町駅（ひよしちょう）                         |
| Stazione di Hiyoshi-Honchō                  | 日吉本町駅（ひよしほんちょう）                   |
| Stazione di Hizen-Asahi                     | 肥前旭駅（ひぜんあさひ）                         |
| Stazione di Hizen-Iida                      | 肥前飯田駅（ひぜんいいだ）                       |
| Stazione di Hizen-Ōura                      | 肥前大浦駅（ひぜんおおうら）                     |
| Stazione di Hizen-Fumoto                    | 肥前麓駅（ひぜんふもと）                         |
| Stazione di Hizen-Hama                      | 肥前浜駅（ひぜんはま）                           |
| Stazione di Hizen-Kashima                   | 肥前鹿島駅（ひぜんかしま）                       |
| Stazione di Hizen-Koga                      | 肥前古賀駅（ひぜんこが）                         |
| Stazione di Hizen-Kubo                      | 肥前久保駅（ひぜんくぼ）                         |
| Stazione di Hizen-Nagano                    | 肥前長野駅（ひぜんながの）                       |
| Stazione di Hizen-Nagata                    | 肥前長田駅（ひぜんながた）                       |
| Stazione di Hizen-Nanaura                   | 肥前七浦駅（ひぜんななうら）                     |
| Stazione di Hizen-Ryūō                      | 肥前竜王駅（ひぜんりゅうおう）                   |
| Stazione di Hizen-Shiroishi                 | 肥前白石駅（ひぜんしろいし）                     |
| Stazione di Hizen-Yamaguchi                 | 肥前山口駅（ひぜんやまぐち）                     |
| Stazione di Hizume                          | 日詰駅（ひづめ）                                 |

### Ho
| Stazione di Hobara                           | 保原駅（ほばら）                                   |
| Stazione di Hobo                             | 保々駅（ほぼ）                                     |
| Stazione di Hōdatsu                          | 宝達駅（ほうだつ）                                 |
| Stazione di Hōden                            | 宝殿駅（ほうでん）                                 |
| Stazione di Hodogaya                         | 保土ヶ谷駅（ほどがや）                             |
| Stazione di Hodokubo                         | 程久保駅（ほどくぼ）                               |
| Stazione di Hōei                             | 蓬栄駅（ほうえい）                                 |
| Stazione di Hōfu                             | 防府駅（ほうふ）                                   |
| Stazione di Hōfu-Kamotsu                     | 防府貨物駅（ほうふかもつ）                         |
| Stazione di Hōgi                             | 宝木駅（ほうぎ）                                   |
| Stazione di Hōjōmachi                        | 北条町駅（ほうじょうまち）                         |
| Stazione di Hōkaiin                          | 法界院駅（ほうかいいん）                           |
| Stazione di Hōki-Daisen                      | 伯耆大山駅（ほうきだいせん）                       |
| Stazione di Hōki-Mizoguchi                   | 伯耆溝口駅（ほうきみぞぐち）                       |
| Stazione di Hokkaidō-Iryōdaigaku             | 北海道医療大学駅（ほっかいどういりょうだいがく）   |
| Stazione di Hokkeguchi                       | 法華口駅（ほっけぐち）                             |
| Stazione di Hōkoku                           | 方谷駅（ほうこく）                                 |
| Stazione di Hokota                           | 鉾田駅（ほこた）                                   |
| Stazione di Hokuhoku-Ōshima                  | ほくほく大島駅（ほくほくおおしま）                 |
| Stazione di Hokunō                           | 北濃駅（ほくのう）                                 |
| Stazione di Hokusei                          | 北星駅（ほくせい）                                 |
| Stazione di Hokuseichūōkōenguchi             | 北勢中央公園口駅（ほくせいちゅうおうこうえんぐち） |
| Stazione di Homi                             | 保見駅（ほみ）                                     |
| Stazione di Hommachi                         | 本町駅（ほんまち）                                 |
| Stazione di Hommachi-Gochōme                 | 本町五丁目駅（ほんまちごちょうめ）                 |
| Stazione di Hommachi-Rokuchōme               | 本町六丁目駅（ほんまちろくちょうめ）               |
| Stazione di Hommachi-Sanchōme                | 本町三丁目駅（ほんまちさんちょうめ）               |
| Stazione di Hommachi-Yonchōme                | 本町四丁目駅（ほんまちよんちょうめ）               |
| Stazione di Hommataga                        | 本俣賀駅（ほんまたが）                             |
| Stazione di Hommokufutō                      | 本牧埠頭駅（ほんもくふとう）                       |
| Stazione di Hōnanchō                         | 方南町駅（ほうなんちょう）                         |
| Stazione di Hon-Atsugi                       | 本厚木駅（ほんあつぎ）                             |
| Stazione di Hon-Isahaya                      | 本諫早駅（ほんいさはや）                           |
| Stazione di Hon-Ishikura                     | 本石倉駅（ほんいしくら）                           |
| Stazione di Honai                            | 保内駅（ほない）                                   |
| Stazione di Hon-Chiba                        | 本千葉駅（ほんちば）                               |
| Stazione di Honda                            | 誉田駅（ほんだ）                                   |
| Stazione di Hondōri (Astram Line)            | 本通駅 (アストラムライン)（ほんどおり）            |
| Stazione di Hondōri (Hiroden)                | 本通駅 (広島電鉄宇品線)（ほんどおり）              |
| Stazione di Hongō (Aichi)                    | 本郷駅 (愛知県)（ほんごう）                        |
| Stazione di Hongō (Fukuoka)                  | 本郷駅 (福岡県)（ほんごう）                        |
| Stazione di Hongō (Hiroshima)                | 本郷駅 (広島県)（ほんごう）                        |
| Stazione di Hongō (Nagano)                   | 本郷駅 (長野県)（ほんごう）                        |
| Stazione di Hongōdai                         | 本郷台駅（ほんごうだい）                           |
| Stazione di Hongō-Sanchōme                   | 本郷三丁目駅（ほんごうさんちょうめ）               |
| Stazione di Hongū                            | 本宮駅 (富山県)（ほんぐう）                        |
| Stazione di Hon-Hachinohe                    | 本八戸駅（ほんはちのへ）                           |
| Stazione di Honjin                           | 本陣駅（ほんじん）                                 |
| Stazione di Honjo-Azumabashi                 | 本所吾妻橋駅（ほんじょあずまばし）                 |
| Stazione di Honjō (Saitama)                  | 本庄駅（ほんじょう）                               |
| Stazione di Honjō (Fukuoka)                  | 本城駅（ほんじょう）                               |
| Stazione di Honjō (Fukui)                    | 本荘駅（ほんじょう）                               |
| Stazione di Honjō-Waseda                     | 本庄早稲田駅（ほんじょうわせだ）                   |
| Stazione di Honkawachi                       | 本川内駅（ほんかわち）                             |
| Honkawa-cho                                  | 本川町駅（ほんかわちょう）                         |
| Stazione di Hon-Kawagoe                      | 本川越駅（ほんかわごえ）                           |
| Stazione di Honkiri                          | 本桐駅（ほんきり）                                 |
| Stazione di Hon-Komagome                     | 本駒込駅（ほんこまごめ）                           |
| Stazione di Hon-Kugenuma                     | 本鵠沼駅（ほんくげぬま）                           |
| Stazione di Hon-Kuroda                       | 本黒田駅（ほんくろだ）                             |
| Stazione di Hon-Mutabe                       | 本牟田部駅（ほんむたべ）                           |
| Stazione di Honna                            | 本名駅（ほんな）                                   |
| Stazione di Hon-Nagashino                    | 本長篠駅（ほんながしの）                           |
| Stazione di Hon-Nakano                       | 本中野駅（ほんなかの）                             |
| Stazione di Honnō                            | 本納駅（ほんのう）                                 |
| Stazione di Hon-Shiogama                     | 本塩釜駅（ほんしおがま）                           |
| Stazione di Hon-Tatsuno                      | 本竜野駅（ほんたつの）                             |
| Stazione di Hon-Tsubata                      | 本津幡駅（ほんつばた）                             |
| Stazione di Hon-Yoshiwara                    | 本吉原駅（ほんよしわら）                           |
| Stazione di Hon-Yura                         | 本由良駅（ほんゆら）                               |
| Stazione di Hōrai                            | 蓬莱駅（ほうらい）                                 |
| Stazione di Hōraioka                         | ほうらい丘駅（ほうらいおか）                       |
| Stazione di Horei                            | 甫嶺駅（ほれい）                                   |
| Stazione di Horie                            | 堀江駅（ほりえ）                                   |
| Stazione di Horigome                         | 堀米駅（ほりごめ）                                 |
| Stazione di Horikawa                         | 堀川駅（ほりかわ）                                 |
| Stazione di Horikawa-Koizumi                 | 堀川小泉駅（ほりかわこいずみ）                     |
| Stazione di Horikiri                         | 堀切駅（ほりきり）                                 |
| Stazione di Horikiri-Shōbuen                 | 堀切菖蒲園駅（ほりきりしょうぶえん）               |
| Stazione di Horiuchi-Kōen                    | 堀内公園駅（ほりうちこうえん）                     |
| Stazione di Horinouchi                       | 堀ノ内駅（ほりのうち）                             |
| Stazione di Horita (Nagoya Municipal Subway) | 堀田駅 (名古屋市営地下鉄)（ほりた）                |
| Stazione di Horita (Meitetsu)                | 堀田駅 (名鉄)（ほりた）                            |
| Stazione di Horobetsu                        | 幌別駅（ほろべつ）                                 |
| Stazione di Horohirabashi                    | 幌平橋駅（ほろひらばし）                           |
| Stazione di Horomui                          | 幌向駅（ほろむい）                                 |
| Stazione di Horonobe                         | 幌延駅（ほろのべ）                                 |
| Stazione di Horonuka                         | 幌糠駅（ほろぬか）                                 |
| Stazione di Hōryūji                          | 法隆寺駅（ほうりゅうじ）                           |
| Stazione di Hōshakuji                        | 宝積寺駅（ほうしゃくじ）                           |
| Stazione di Hoshida                          | 星田駅（ほしだ）                                   |
| Stazione di Hoshigaoka (Aichi)               | 星ヶ丘駅 (愛知県)（ほしがおか）                    |
| Stazione di Hoshigaoka (Osaka)               | 星ヶ丘駅 (大阪府)（ほしがおか）                    |
| Stazione di Hoshii                           | 糒駅（ほしい）                                     |
| Stazione di Hoshikawa (Kanagawa)             | 星川駅 (神奈川県)（ほしかわ）                      |
| Stazione di Hoshikawa (Mie)                  | 星川駅 (三重県)（ほしかわ）                        |
| Stazione di Hoshimi                          | ほしみ駅（ほしみ）                                 |
| Stazione di Hoshino                          | 星の駅（ほしの）                                   |
| Stazione di Hoshioki                         | 星置駅（ほしおき）                                 |
| Stazione di Hoshiya                          | 布施屋駅（ほしや）                                 |
| Stazione di Hōshuyama                        | 宝珠山駅（ほうしゅやま）                           |
| Stazione di Hosobata                         | 細畑駅（ほそばた）                                 |
| Stazione di Hosokura Mine Park Mae           | 細倉マインパーク前駅（ほそくらまいんぱーくまえ）   |
| Stazione di Hōsono                           | 細野駅（ほその）                                   |
| Stazione di Hōsono                           | 祝園駅（ほうその）                                 |
| Stazione di Hosooka                          | 細岡駅（ほそおか）                                 |
| Stazione di Hosorogi                         | 細呂木駅（ほそろぎ）                               |
| Stazione di Hosoura                          | 細浦駅（ほそうら）                                 |
| Stazione di Hosoya (Gunma)                   | 細谷駅 (群馬県)（ほそや）                          |
| Stazione di Hosoya (Shizuoka)                | 細谷駅 (静岡県)（ほそや）                          |
| Stazione di Hossaka                          | 発坂駅（ほっさか）                                 |
| Stazione di Hōsui-Susukino                   | 豊水すすきの駅（ほうすいすすきの）                 |
| Stazione di Hota (Chiba)                     | 保田駅 (千葉県)（ほた）                            |
| Stazione di Hota (Fukui)                     | 保田駅 (福井県)（ほた）                            |
| Stazione di Hotaka                           | 穂高駅（ほたか）                                   |
| Stazione di Hotaruda                         | 螢田駅（ほたるだ）                                 |
| Stazione di Hotarugaike                      | 蛍池駅（ほたるがいけ）                             |
| Stazione di Hotei                            | 布袋駅（ほてい）                                   |
| Stazione di Hottoyuda                        | ほっとゆだ駅                                       |
| Stazione di Hōya                             | 保谷駅（ほうや）                                   |
| Stazione di Hōzanji                          | 宝山寺駅（ほうざんじ）                             |
| Stazione di Hōzenji                          | 法善寺駅（ほうぜんじ）                             |
| Stazione di Hozue                            | 上枝駅（ほずえ）                                   |
| Stazione di Hozukyō                          | 保津峡駅（ほづきょう）                             |
| Stazione di Hozumi                           | 穂積駅（ほづみ）                                   |

### Hu - Hy
| Stazione di Huis Ten Bosch     | ハウステンボス駅                    |
| Stazione di Hyōgo              | 兵庫駅（ひょうご）                  |
| Stazione di Hyōkiyama          | 表木山駅（ひょうきやま）            |
| Stazione di Hyōtanyama (Aichi) | 瓢箪山駅 (愛知県)（ひょうたんやま） |
| Stazione di Hyōtanyama (Osaka) | 瓢箪山駅 (大阪府)（ひょうたんやま） |
| Stazione di Hyūga              | 日向駅（ひゅうが）                  |
| Stazione di Hyūga-Kitakata     | 日向北方駅（ひゅうがきたかた）      |
| Stazione di Hyūga-Kutsukake    | 日向沓掛駅（ひゅうがくつかけ）      |
| Stazione di Hyūga-Maeda        | 日向前田駅（ひゅうがまえだ）        |
| Stazione di Hyūga-Nagai        | 日向長井駅（ひゅうがながい）        |
| Stazione di Hyūga-Ōtsuka       | 日向大束駅（ひゅうがおおつか）      |
| Stazione di Hyūgashi           | 日向市駅（ひゅうがし）              |
| Stazione di Hyūga-Shintomi     | 日向新富駅（ひゅうがしんとみ）      |
| Stazione di Hyūga-Shōnai       | 日向庄内駅（ひゅうがしょうない）    |
| Stazione di Hyūga-Sumiyoshi    | 日向住吉駅（ひゅうがすみよし）      |